# Dans un recoin de ce monde
Dans un recoin de ce monde (この世界の片隅に, Kono sekai no katasumi ni) est un film japonais réalisé par Sunao Katabuchi, sorti en 2016.
Une version longue du film intitulée Dans un recoin (et d'autres recoins) de ce monde (この世界の（さらにいくつもの）片隅に, Kono Sekai no (Sara ni Ikutsumono) Katasumi ni) est sortie le 19 décembre 2019. D'une durée de 2h48, il s'agit du film d'animation le plus long sorti au cinema, ex-æquo avec le film chinois Chang'an sorti en 2023. 
C'est l'adaptation du manga du même nom de Fumiyo Kōno. Le film se déroule dans les années 1930-1940 à Hiroshima et à Kure au Japon, environ 10 ans avant et après la bombe atomique, mais principalement en 1944-1945. Dans le film, la nature et la culture traditionnelle du Japon sont clairement décrites et contrastées, avec des scènes cruelles et irréparables liées à la guerre. 
Bien qu'il s'agisse d'une fiction, les épisodes et le fond de l'histoire suivent les faits et les incidents réels, documentés par le personnel de production. Dans le film, le paysage perdu de l'Hiroshima d'après-guerre, endommagé par le bombardement atomique, est rendu avec précision dans les scènes, en suivant les vieilles photos, les documents et les souvenirs des personnes vivantes.

## Résumé
Une jeune femme nommée Suzu, qui est innocente et aime dessiner, vit dans une ville balnéaire appelée Eba dans la ville  de Hiroshima. En 1944, Suzu, âgée de 18 ans, travaillait pour la petite entreprise familiale de sa grand-mère, qui récolte des algues comestibles. Un jour, Suzu apprend de ses parents qu'un jeune homme inconnu lui propose un mariage. L'homme, Shūsaku, vit à Kure, le plus grand port militaire de la marine japonaise, qui est une grande ville portuaire navale, située à une vingtaine de kilomètres de la ville d'Hiroshima, en tant que civiliste de la marine.
Suzu accepte de l'épouser et se déplace pour rejoindre la famille de Shūsaku à Kure. Alors que Suzu s'adapte à sa nouvelle vie à Kure, la menace de la guerre du Pacifique imprègne le quotidien japonais.
À cause de la pénurie de nourriture pendant la guerre, le rationnement alimentaire officiel commence. Des exercices d'avertissement et d'évacuation contre les raids aériens américains commencent également. Suzu, en tant que jeune ménagère dans un Tonarigumi, prend en charge la répartition des aliments et participe à la formation contre les raids aériens. À l'instar d'autres femmes japonaises, elle fait un pantalon pour femme pour une évacuation d'urgence en réduisant les vêtements traditionnels en pièces. 
Comme la nourriture allouée officiellement devient rare, Suzu recherche tout moyen de nourrir sa famille, de choisir des plantes comestibles et d'essayer des recettes recommandées. Suzu, ayant un caractère joyeux, s'efforce d'améliorer les conditions de vie et de préparer les bombardements aériens avec sa famille et ses voisins. La famille construit l'abri aérien dans le jardin. Sa vie quotidienne est pleine d'épisodes humoristiques.
La maison familiale de Suzu et Shūsaku est située sur une colline en banlieue de Kure, avec une vue sur la flotte navale japonaise dans le port, y compris les plus grands navires de guerre, Yamato et Musashi. Suzu aime toucher la nature et voir des navires de guerre se déplaçant sur la mer avec sa nièce, Harumi. Lorsque Suzu dessine des photos de navires de guerre flottants, elle est abordée par la police militaire pendant un court laps de temps car elle était soupçonnée d'être un espion. Un jour, un marin de la marine nommé Tetsu, qui était son ami d'enfance, est venu voir Suzu et il veut avoir une dernière chance de parler avec elle avant une campagne navale.
En 1945, l'aéronautique navale américaine attaque fortement les installations navales et les habitants de Kure. Une bombe à déclenchement retardé va tuer une proche de Suzu, la petite Harumi, et blesse gravement la jeune femme, mutilée de la main droite avec laquelle elle aimait tant dessiner. 
Suzu veut revenir à la sécurité relative de la ville natale à Hiroshima à temps pour le festival d'été local le 6 août. Cependant, elle est encore à la maison à Kure ce jour-là, et Suzu ne perçoit que de loin d'abord la terrible calamité qui frappe Hiroshima (flash et secousse sismique de l'effet de souffle). La bombe atomique tue plus de 100 000 personnes, y compris les parents de Suzu à Hiroshima.
Après la guerre, Suzu perd sa propre raison de vivre. Elle se rend à la maison de sa grand-mère, dans une ville rurale à l'ouest d'Hiroshima et hors de la zone détruite, pour voir sa sœur Sumi, la seule survivante de la famille de Suzu, détruite par la bombe d'Hiroshima. Sumi informe Suzu du sort de leurs parents. Sumi est tombée gravement malade à cause des radiations, encore peu documentées à l'époque.
Mais à mesure que les temps changent rapidement, Suzu regagne la motivation à s'accommoder, pour elle et d'autres, avec courage et affection, « dans un recoin de ce monde ». Après que Suzu voit une petite fille qui a perdu sa famille par la bombe atomique, qui mendie à Hiroshima, elle adopte l'orpheline, et rentre avec elle dans sa belle-famille à Kure.

## Fiche technique
- Titre original : この世界の片隅に (Kono sekai no katasumi ni?)
- Titre français : Dans un recoin de ce monde
- Réalisation : Sunao Katabuchi
- Scénario : Sunao Katabuchi et Fumiyo Kōno
- Musique : Kotringo
- Studio d'animation : MAPPA
- Pays d'origine : Japon
- Langue d'origine : japonais
- Format : Couleurs - 35 mm - 1,85:1
- Genre : animation, drame, historique
- Durée : 128 minutes (version longue : 168 minutes)
- Dates de sortie :
  -  Japon : 28 octobre 2016 (TIFF) ; 12 novembre 2016 (sortie nationale)
  -  France : 12 juin 2017 (FIFA 2017) ; 6 septembre 2017 (sortie nationale)
- Streaming (France) : ADN (version originale), Crunchyroll (version longue)

## Distribution

### Voix originales
- Non (Rena Nōnen) : Suzu Urano/Hojo
- Megumi Han : Sumi Urano
- Yoshimasa Hosoya : Shūsaku Hojo
- Natsuki Inaba : Harumi Kuromura
- Nanase Iwai : Rin
- Minori Omi : Keiko Kuromura
- Daisuke Ono : Tetsu Mizuhara
- Tengai Shibuya :
- Mayumi Shintani : San Hojo
- Shigeru Ushiyama : Entaro Hojo

### Voix françaises
- Kaycie Chase : Suzu Urano/Hojo
- Milan Morotti : Shūsaku Hojo
- Ariane Deviegue : Keiko Kuromura
- Catherine Javaloyes : San Hojo
- Nicolas Mossart : Tetsu MIzuhara
- Fiona Chaudon : Sumi Urano
- Alain Moussay : Entarō Hojo
- Naïma Brecl : Lin (Rin)
- Cécile Lapointe : Ito Morita
- Florian Wormser : Jūrō Urano
- Dominique Guibbert : Kariya
- Céline Laurent : Kobayashi Urano
- Isabelle Ruiz : Chita
- Corinne Lordier : Kiseno Urano
- Annick Ham : Domoto
- Célestine Hofmann : Yōichi Urano

## Production
Les sociétés de production traditionnelles ayant refusé de financer le film, c'est grâce au financement participatif qu'une part importante du budget du film a été récoltée, avec un montant record pour le pays de 290 000 $ apportés par 3 374 contributeurs.

### Bande originale
La bande originale du film est composée par Kotringo (en). 
| 1.    | Kami no Miko wa Koyoi Shimo (神の御子は今宵しも)                |                                | John Francis Wade | 2:10 |
| 2.    | Kanashikute Yarikirenai (悲しくてやりきれない)                  | Hachiro Sato                   | Kazuhiko Kato     | 4:58 |
| 3.    | Hikishio no Umi wo Aruku Kodomotachi (引き潮の海を歩く子供たち) |                                | Kotringo          | 0:45 |
| 4.    | Suika no Omoide (すいかの思い出)                                |                                | Kotringo          | 0:40 |
| 5.    | Shuusaku-san (周作さん)                                         |                                | Kotringo          | 0:57 |
| 6.    | Uchira Dokoka de (うちらどこかで)                               |                                | Kotringo          | 0:37 |
| 7.    | Asa no Oshigoto (朝のお仕事)                                    |                                | Kotringo          | 1:06 |
| 8.    | Tonarigumi (隣組)                                               | Ippei Okamoto                  | Nobuo Iida        | 2:09 |
| 9.    | Suzu-san to Harumi-san (すずさんと晴美さん)                     |                                | Kotringo          | 1:32 |
| 10.   | Hiroshima no Machi (広島の街)                                   |                                | Kotringo          | 1:11 |
| 11.   | Senkan Yamato (戦艦大和)                                        |                                | Kotringo          | 0:49 |
| 12.   | Gohan no Shitaku (ごはんの支度)                                 |                                | Kotringo          | 2:36 |
| 13.   | Keiko (径子)                                                    |                                | Kotringo          | 1:20 |
| 14.   | Utagai (疑い)                                                   |                                | Kotringo          | 0:39 |
| 15.   | Ariko-san (ありこさん)                                          |                                | Kotringo          | 1:03 |
| 16.   | Yami-ichi (ヤミ市)                                              |                                | Kotringo          | 0:55 |
| 17.   | Rin-san (りんさん)                                              |                                | Kotringo          | 0:37 |
| 18.   | Date (デート)                                                   |                                | Kotringo          | 2:22 |
| 19.   | Daijoubu Kanou (大丈夫かのう)                                   |                                | Kotringo          | 0:33 |
| 20.   | Omiokuri (お見送り)                                             |                                | Kotringo          | 0:51 |
| 21.   | Ano Michi (あの道)                                              |                                | Kotringo          | 1:28 |
| 22.   | Yokatta (良かった)                                              |                                | Kotringo          | 0:37 |
| 23.   | Hidarite de Egaku Sekai (左手で描く世界)                        |                                | Kotringo          | 0:47 |
| 24.   | Shiroi Sagi wo Otte (白いサギを追って)                          |                                | Kotringo          | 0:33 |
| 25.   | Hiroshima kara Kitanka ne (広島から来たんかね)                  |                                | Kotringo          | 0:24 |
| 26.   | Tobisaru Seigi (飛び去る正義)                                   |                                | Kotringo          | 1:26 |
| 27.   | Ashita mo Asatte mo (明日も明後日も)                            |                                | Kotringo          | 0:41 |
| 28.   | Suzu-san no Migite (すずさんの右手)                             |                                | Kotringo          | 0:43 |
| 29.   | Saigo no Tsutome (最後の務め)                                   |                                | Kotringo          | 0:55 |
| 30.   | Migite no Uta (みぎてのうた)                                    | Fumiyo Kouno / Sunao Katabuchi | Kotringo          | 4:48 |
| 31.   | Tanpopo (たんぽぽ)                                              |                                | Kotringo          | 4:34 |
| 32.   | Suzu-san (すずさん)                                             |                                | Kotringo          | 3:05 |
| 33.   | New day                                                         |                                | Kotringo          | 3:22 |
| 51:13 |                                                                 |                                |                   |      |

## Accueil

### Accueil critique
En France, l'accueil critique est positif : le site Allociné recense une moyenne des critiques presse de 4,2/5, et des critiques spectateurs à 4,0/5. 

### Entrées
Au Japon, plus de 2 millions de spectateurs ont vu le film après une sortie confidentielle en novembre 2016.
En France, le film fait 37 578 entrées.

## Distinctions
- Prix du jury au Festival international du film d'animation d'Annecy 2017.
- Prix du jury junior au Festival international de cinéma d'animation de Meknès (FICAM) 2018.